# Theridion orlando
Theridion orlando är en spindelart som först beskrevs av Archer 1950.  Theridion orlando ingår i släktet Theridion och familjen klotspindlar. Inga underarter finns listade i Catalogue of Life.